# Випускник (фільм)
«Випускник» (англ. The Graduate) — кінофільм американського режисера Майка Ніколса. Один з найкасовіших фільмів 1960-х років, який зробив Дастіна Гоффмана голлівудською зіркою. Екранізація твору Чарльза Веба. Був номінований на сім премій «Оскар», одну з яких здобув — за найкращу режисуру Ніколса.

## Сюжет
Це історія 21-річного Бена Бредока. Фільм починається зі сцени в будинку його батьків у передмісті Лос-Анджелеса — Пасадені, де сім'я та гості відзначають успішне закінчення навчання Бена у коледжі. З цієї нагоди батько Бена дарує йому новенький автомобіль Alfa Romeo. Однак він почувається дещо розчарованим, і намагається уникати розпитувань і захоплених відгуків гостей.
Місис Робінсон, дружина одного з партнерів батька Бена, просить молодого випускника відвезти її додому. Він неохоче погоджується. Доїхавши до будинку, пані Робінсон просить, щоб Бен зайшов всередину разом з нею, оскільки вона боїться темряви. Далі вона пропонує Бенові склянку бурбону, після чого намагається його спокусити. Збентежений Бен втікає з будинку, але через кілька днів телефонує пані Робінсон, після чого у них починаються тісні стосунки, які тривають майже ціле літо.
Поступово байдикування Бена викликає у його батька занепокоєння, він просить сина задуматися над своїм майбутнім і вибрати університет для продовження навчання. Однак Бен продовжує проводити час з місис Робінсон. Містер Робінсон, не знає про роман Бена з його дружиною. Він, як і батьки Бена, сподівається, що Бен і його дочка Елейн могли б бути непоганою парою. Однак місис Робінсон вимагає, щоб Бен пообіцяв їй, що ніколи не буде зустрічатися з Елейн.
Під тиском батьків Бен все ж дзвонить до Елейн і запрошує її на побачення, оскільки вона йому подобається. Розуміючи, що зв'язок з Елейн може призвести до сумних наслідків, Бен намагається поводитися так, щоб Елейн ніколи більше не захотіла з ним зустрічатися. Він недбало веде машину, ігноруючи свою пасажирку, і  привозить її до стрип-клубу, де гідність Елейн публічно ображають. Після чого Елейн вибігає із закладу, тихо плачучи. Бен, не в силах витримати такого стану Елейн, просить пробачення та цілує її.
Так починається роман Бена з дочкою Робінсонів. Незабаром йому доводиться зізнатися їй, що в нього були стосунки з її матір'ю. Засмучена Елейн їде продовжувати навчання. Містер Робінсон також дізнається правду і більше не хоче знати Бена, тим більше бачити його чоловіком своєї дочки. Однак Бен все ж їде за коханою і знаходить її в університеті. Після кількох зустрічей і розмов з'ясовується, що Елейн збирається одружитися з іншим, і її батьки підтримують цей шлюб.
У фінальній частині фільму Бен робить відчайдушну спробу зірвати весілля. Він дізнається місцезнаходження церкви, в якій мала відбутися церемонія, і встигає прибути до її завершення. Оскільки вхід до церкви виявляється закритим, Бен підіймається по зовнішній драбині й входить в будівлю церкви на другому поверсі. Там він виявляється відділений від гостей склом, по якому він починає несамовито тарабанити, вигукуючи «Елейн! Елейн!». На початку його дії не викликають помітного ефекту, але Елейн все ж обертається і відповідає йому криком «Бен!».
Далі Бен проривається вниз, відбиваючись від містера Робінсона. Потім озброюється великим хрестом, і відмахуючись ним від гостей, відступає з Елейн до виходу. Відкривши двері зсередини, він блокує її зовні хрестом, залишаючи гостей замкненими в церкві. Після цього Бен і Елейн встрибують в автобус, сідають на заднє сидіння і від'їжджають. Фільм закінчується на серії великих планів. Бен спочатку сяє задоволеною посмішкою, але, розглядаючи звернені на них обличчя здивованих пасажирів, змінює вираз обличчя на злегка спантеличений вигляд. Елейн, утішена успіхом, також спочатку посміхається, потім переводить погляд на Бена, і її вираз обличчя приймає такий же вигляд, як у нього.

## У ролях
- Енн Бенкрофт — місис Робінсон
- Дастін Гоффман — Бен Бреддок
- Кетрін Рос — Елейн Робінсон
- Вільям Деніелс — містер Бреддок
- Мюррей Гамільтон — містер Робінсон
- Елізабет Вілсон — місис Бреддок
- Бак Генрі — готельний клерк
- Брайан Евері — Карл Сміт
- Волтер Брук — містер Макгвайр
- Норман Фел — містер Маклірі
- Еліс Гостлі — місис Сінглман

## Нагороди та номінації

### Нагороди
1967  Премія Національної ради кінокритиків США
- Найкращі десять фільмів[en] — N 8.

1967 Премія Товариства кінокритиків Нью-Йорка
- найкращому режисерові[en] — Майк Ніколс

1968 Премія «Оскар»
- Найкращий режисер — Майк Ніколс

1968 Премія «Золотий глобус»
- Найкращий фільм в категорії мюзикл / комедія
- Найкраща акторка в категорії мюзикл / комедія — Енн Бенкрофт
- Найкращий режисер — Майк Ніколс
- Найперспективніший новачок (чоловік) — Дастін Хоффман
- Найперспективніший новачок (жінка) — Кетрін Рос

1968 Премія «Лаврова нагорода»
- за найкращу жіночу роль другого плану — Кетрін Росс

1968 Премія Гільдії сценаристів Америки
- Найкраща американська комедія —  Колдер Віллінгем, Бак Генрі

1969 Премія BAFTA
- Найкращий режисер — Майк Ніколс
- Найкращий фільм — Майк Ніколс
- Найкращий сценарій — Колдер Віллінгем, Бак Генрі
- Найкращий монтаж — Сем О'Стін
- Найперспективніший новачок у головній ролі — Дастін Хоффман

1969 Премія «Греммі»
- Найкраща музика — Дейв Грусін, Пол Саймон

2007 Премія «Супутник»
- Найкращий класичний DVD (Видання до 40-річчя)

### Номінації
1968 Премія «Оскар»
- Найкращий актор — Дастін Хоффман
- Найкраща акторка — Енн Бенкрофт
- Найкраща акторка другого плану — Кетрін Рос
- Найкраща операторська робота — Роберт Сертіз
- Найкращий фільм — Лоуренс Турман
- Найкращий сценарій — Колдер Віллінгем, Бак Генрі

1969 Премія BAFTA
- Найкраща акторка — Енн Бенкрофт
- Найперспективніший новачок у головній ролі — Кетрін Рос

1968 Премія «Золотий глобус»
- Найкращий актор у категорії мюзикл / комедія — Дастін Хоффман
- Найкращий сценарій — Колдер Віллінгем, Бак Генрі

## Цікаві факти
- У фільмі прозвучали 4 пісні дуету Simon and Garfunkel: «The Sounds of Silence», «April Come She Will», «Scarborough Fair / Canticle», «Mrs. Robinson». Автор пісень — Пол Саймон.
- Стрічка має своєрідне продовження — це фільм «Ходять чутки», він оповідає про Сару Геттінґер, яка є дочкою прототипу Елейн Робінсон.